# ЭР-Телеком
«ЭР-Телеком» — российская телекоммуникационная компания. Основное юридическое лицо компании — АО «ЭР-Телеком Холдинг» (полное наименование — Акционерное общество «ЭР-Телеком холдинг»). Головной офис — в Перми.

## История
В 2001 году в Перми было образовано ЗАО «ЭР-Телеком» путём слияния телефонного оператора ЗАО «Элсвязь» и интернет-провайдера ЗАО «Рэйд-Квадрат», работавших в Перми с 1997 года.
В феврале 2006 года «Пермская финансово-производственная группа» за счёт дополнительной эмиссии и выкупа акций у других акционеров (в том числе администрации Пермского края) стало владельцем контрольного пакета акций ЗАО «ЭР-Телеком». В апреле 2006 года совет директоров ЗАО «ЭР-Телеком» принял решение о создании управляющей компании ЗАО «ЭР-Телеком Холдинг» для курирования развития региональных проектов компании.
В мае 2009 года акционеры ЗАО «ЭР-Телеком» приняли решение об изменении типа общества на открытое.
В 2010 году компания завершила присоединение 14 региональных дочерних компаний к ЗАО «ЭР-Телеком Холдинг».
В 2011 году запущено 15 стартап-проектов: в Уфе, Кургане, Туле, Ульяновске, Магнитогорске, Дзержинске, Сызрани, Рязани, Иркутске, Томске, Брянске, Чебоксарах, Твери, Курске, Ростове-на-Дону.
В марте 2015 года введена должность президента компании.
С марта 2015 года изменилось наименование с ЗАО на АО «ЭР-Телеком Холдинг».
В 2015 году приобрел нескольких локальных операторов: АО «Ярославльтелесеть», АО «Деловая Сеть — Иркутск», АО «Мегаполис-Телеком» и АО «Сибирская телефонная компания» в Иркутске.
В июне 2016 приобрёл оператора беспроводного доступа ООО «Престиж-Интернет» (бренд «Энфорта»), также ООО «ТураТелеком», ООО «Корвет Телеком», ООО «Интел» в Рязани и ООО «Вест Колл СПб».
В 2017 году купили ведущего интернет-провайдера Новосибирска «Новотелеком» (бренд «Электронный город»), АО «Инфосети» в Москве, ООО «Сатурн-Интернет» в Перми, ООО «Директ-Телеком», ООО «РадиоНет» в Санкт-Петербурге, АО "ТКС «Нева», АО «Акадо-Екатеринбург», ООО «Коламбия Телеком» в Волгограде и ООО «Энлинк Телекоммуникации» в Рязани.
В 2016—2017 годах АО «ЭР-Телеком Холдинг» было реорганизовано путем присоединения к нему АО «Мегаполис-Телеком», АО «Сибирская телефонная компания», ООО «Корвет Телеком» (Иркутск), АО «Ярославльтелесет», ООО «Перспектива» (Санкт-Петербург), ООО «Престиж-Интернет», АО «Информация и Телематика» (Москва), ООО «РадиоНет» (Санкт-Петербург), ООО «СТК» (Иваново), ООО «Инфосети-Калуга».
В 2018 году приобрёл операторов ООО «Кредолинк» (Санкт-Петербург) , «Аксинет» (Курск), «Томтел» (Томск).
В декабре 2019 года приобрел ООО «Компания СКВ» работающую под брендом «СКВ-Телеком» (Воронеж) и ООО «Кроникс Плюс» бренд Rinet (Москва).
В январе 2022 года СП "ЭР-Телеком" и Ростеха приобрели 75% минус одну акцию Акадо, блокирующий пакет которого принадлежит "АВК Инвестментс" Максима Майорца.
15 февраля 2022 года стало известно, что компания вложит более 8 млрд рублей в создание «умных» домофонов на российских процессорах.
В декабре 2022 года было создана МКАО "ЭР-Телеком Холдинг", которое вошло в реестр участников специального административного района в Калининградская области.
В январе 2023 года АО "ЭР-Телеком Холдинг" завершил редомициляцию из Кипра в Россию, перейдя от ER-Telecom Holding Limited к МКАО "ЭР-Телеком Холдинг".

## Собственники и руководство
Акционеры АО «ЭР-Телеком Холдинг»: ООО «Пермская финансово-производственная группа» — 67,9 %, менеджмент компании — 15,8 %, у инвесторов, в основном иностранных — 16,3 %.
Президент и генеральный директор — Андрей Кузяев. Председатель совета директоров —Андрей Семериков (вице-президент Ассоциации кабельного телевидения России).

## Деятельность
АО «ЭР-Телеком Холдинг» предоставляет телекоммуникационные услуги под торговыми марками — «ДОМ.РУ», «ДОМ.РУ Бизнес», «Энфорта», «Электронный город». Деятельность компании ведётся в 57 городах России. В 57 городах присутствия работают центры продаж услуг «ДОМ.РУ»:
| Федеральный округ | Города |
| ----------------- | --- |
| Центральный       | Брянск, Воронеж, Курск, Липецк, Рязань, Тверь, Тула, Ярославль |
| Южный             | Волгоград, Волжский, Ростов-на-Дону, Краснодар |
| Северо-Западный   | Колпино, Кронштадт, Пушкин, Санкт-Петербург |
| Сибирский         | Ангарск, Барнаул, Бердск, Иркутск, Искитим, Красноярск, Новоалтайск, Новосибирск, Обь, Омск, Северск, Сосновоборск, Томск, Шелехов, Улан-Удэ                                                                                              |
| Уральский         | Берёзовский, Екатеринбург, Курган, Магнитогорск, Тюмень, Челябинск |
| Приволжский       | Дзержинск, Заречный, Ижевск, Йошкар-Ола, Казань, Ковернино, Кинель, Киров, Набережные Челны, Нижнекамск, Нижний Новгород, Новочебоксарск, Оренбург, Пенза, Пермь, Березники, Самара, Саратов, Сызрань, Ульяновск, Уфа, Чебоксары, Энгельс |

### Показатели деятельности
Основные показатели деятельности за 2005—2010 годы
| Операционные и финансовые показатели       | Операционные и финансовые показатели | Операционные и финансовые показатели | Операционные и финансовые показатели | Операционные и финансовые показатели | Операционные и финансовые показатели | Операционные и финансовые показатели | Операционные и финансовые показатели | Операционные и финансовые показатели | Операционные и финансовые показатели |
| Производственно-финансовые результаты      | 2005                                 | 2006                                 | 2007                                 | 2008                                 | 2009                                 | 2010                                 | 2011 (оценка)                        | Изменение к предыдущему периоду      | CAGR                                 |
| ------------------------------------------ | ------------------------------------ | ------------------------------------ | ------------------------------------ | ------------------------------------ | ------------------------------------ | ------------------------------------ | ------------------------------------ | ------------------------------------ | ------------------------------------ |
| Производственные показатели                |                                      |                                      |                                      |                                      |                                      |                                      |                                      |                                      |                                      |
| Монтированная ёмкость (квартир)            | 226 913                              | 1 323 225                            | 2 272 717                            | 2 997 863                            | 3 330 910                            | 4 328 414                            | 6 728 841                            | 55 %                                 | 76 %                                 |
| Абонентская база (клиентов)                | 59 112                               | 369 158                              | 879 356                              | 1 536 347                            | 2 012 328                            | 2 716 607                            | 3 911 552                            | 43 %                                 | 100 %                                |
| Выручка и доходы                           |                                      |                                      |                                      |                                      |                                      |                                      |                                      |                                      |                                      |
| Выручка без НДС (млн руб.)                 | 153                                  | 383                                  | 1279                                 | 2910                                 | 4672                                 | 6791                                 | 9688                                 | 43 %                                 | 100 %                                |
| EBITDA (млн руб.)                          | −24                                  | −346                                 | −616                                 | −536                                 | 1150                                 | 1151                                 | -815                                 | -                                    | 80 %                                 |
| Операционная прибыль (млн руб.)            | −47                                  | −416                                 | −816                                 | −868                                 | 686                                  | 537                                  | -1 808                               | -                                    | 84 %                                 |
| Чистая прибыль (млн руб.)                  | −67                                  | −462                                 | −1083                                | −921                                 | 335                                  | 225                                  | -2 083                               | -                                    | 77 %                                 |
| Инвестиции                                 |                                      |                                      |                                      |                                      |                                      |                                      |                                      |                                      |                                      |
| CAPEX с НДС по годам (млн руб.)            | 139                                  | 1 163                                | 1 663                                | 1 881                                | 830                                  | 2 931                                | 6 903                                | 136 %                                | 92 %                                 |
| CAPEX накопленным итогом с НДС (млн руб.)  | 343                                  | 1 506                                | 3 168                                | 5 049                                | 5 879                                | 8 810                                | 15 713                               | 78 %                                 | 89 %                                 |
| Персонал                                   |                                      |                                      |                                      |                                      |                                      |                                      |                                      |                                      |                                      |
| Средняя численность персонала (человек)    | 370                                  | 1 701                                | 2 491                                | 4 106                                | 3 306                                | 4 366                                | 7 683                                | 76 %                                 | 66 %                                 |
| Выручка на 1 работающего в год (тыс. руб.) | 415                                  | 225                                  | 513                                  | 709                                  | 1 413                                | 1 555                                | 1 261                                | -19 %                                | 20 %                                 |
| Показатели                                 |                                      |                                      |                                      |                                      |                                      |                                      |                                      |                                      |                                      |
| EBITDA / CAPEX                             | −17 %                                | −30 %                                | −37 %                                | −29 %                                | 139 %                                | 39 %                                 | -12 %                                | -                                    | -                                    |
| Маржа EBITDA (%)                           | −16 %                                | −90 %                                | −48 %                                | −18 %                                | 25 %                                 | 17 %                                 | -8 %                                 | -                                    | -                                    |
| Маржа чистой прибыли (%)                   | −44 %                                | −120 %                               | −85 %                                | −32 %                                | 7 %                                  | 3 %                                  | -22 %                                | -                                    | -                                    |

Основные показатели деятельности за 2012 год
«ДОМ.РУ» обслуживает:
- 2,7 млн абонентов широкополосного доступа в Интернет (по итогам 2013 года, 2-е место в России, доля рынка — 10,5 %)[19];
- 2,51 млн абонентов кабельного и цифрового телевидения (по итогам 2013 года)[20];
- 456 тыс. абонентов стационарной телефонной связи (по итогам 2012 года)[19].

Основные показатели деятельности за 2016 год
- Выручка компании увеличилась на 27 % по сравнению с 2015 годом и достигла 28,208 млрд.руб.
- Выручка B2C выросла на 6 % до 19,390 млрд руб., выручка B2B увеличилась в 2,3 раза и составила 8,818 млрд руб.
- Число активных абонентов B2C увеличилось на 8 % до 5,742 млн абонентов. По итогам 2016 года «ЭР-Телеком» стал самым быстрорастущим оператором связи в России.

## Технологии
Компания «ЭР-Телеком» оказывает телекоммуникационные услуги по технологии FTTB («оптика до здания»).

### Кабельное телевидение
Компания «ЭР-Телеком» предоставляет аналоговое кабельное телевидение и цифровое кабельное телевидение «ДОМ.РУ TV» в стандартах DVB-C по коаксиальному кабелю и DVB+IP по коаксиальному кабелю и кабелю витая пара (Ethernet). В цифровом «ДОМ.РУ TV» транслируются SD, HD и 4K UHD-телеканалы и со стереозвуком. Для приёма цифрового «ДОМ.РУ TV» с интерактивными сервисами (DVB+IP) используются интерактивные приставки, а также CAM-модули для телевизоров со встроенным цифровым декодером DVB-C без интерактивных сервисов.

### Широкополосный доступ в Интернет и IP-телефония
Компания «ЭР-Телеком» предоставляет широкополосный доступ в Интернет на скорости до 1 Гбит/с для физических лиц, до 6 Тбит/c для юридических лиц и IP-телефонию с технологией HD Voice по кабелю витая пара (Ethernet). Также предоставляется беспроводной доступ в Интернет через Wl-Fl роутеры на скорости до 1000 Мбит/c. Абонентам роутеры предоставляются в рассрочку или собственность.

## Услуги

### Аналоговое и цифровое кабельное телевидение ДОМ.РУ TV
В 2003 году «ДОМ.РУ» первым в России реализовал проект массового аналогового кабельного телевидения по технологии FTTB («оптика до дома»). В 2006 году «ДОМ.РУ» запустил цифровое кабельное телевидение в стандарте DVB-C. В 2012 году «ДОМ.РУ» запустил цифровое интерактивное телевидение «Дом.ru TV. Центр домашних развлечений» в стандарте DVB+IP. «ДОМ.РУ TV» в интерактивной приставке сочетает телеканалы и интерактивные сервисы (интернет-сервисы). В 2014 году в «ДОМ.РУ TV» появились новые интерактивные сервисы и услуги в новой интерактивной приставке.

### Movix
В 2018 году «ДОМ.РУ» запустил мультиплатформенный интернет-сервис «Movix» для Smart TV, ПК, ноутбуков, планшетов и смартфонов в котором есть все телеканалы «ДОМ.РУ TV» и онлайн-кинотеатр с платной видеотекой.

### Интернет ДОМ.РУ
«ДОМ.РУ» предоставляет проводной широкополосный доступ в Интернет со скоростью до 1 Гбит/с. Подключение возможно при наличии технической возможности со стороны оператора и оборудования у пользователя. В 2014 году «ДОМ.РУ» согласно данным сервиса Netindex был признан самым скоростным интернет-провайдером России.

### Wi-Fi ДОМ.РУ
«ДОМ.РУ» создал крупнейшую в российских регионах сеть общественного Wi-Fi. Реализуя проект «Городской Wi-Fi» с 2011 года, компания занимает лидирующие позиции по количеству точек свободного выхода в интернет. За 2013 год число точек сети «Wi-Fi ДОМ.РУ» увеличилось на 39 % до 5000. В 2017 году сеть насчитывает 18 тысяч точек по всей стране. В Москве Wi-Fi ДОМ.РУ работает в пределах Садового кольца, в Санкт-Петербурге — в исторической части города, где находятся Зимний дворец, Петропавловская крепость, Казанский собор, Александринский театр и другие достопримечательности. В октябре 2017 года запущен премиум-доступ к сети Dom.ru Wi-Fi, который позволяет подключаться к интернету на более высокой скорости и без рекламы.

### IP-телефония ДОМ.РУ
С 2006 года «ДОМ.РУ» предоставляет IP-телефонию для физических и юридических лиц (корпоративных клиентов). С 2014 года IP-телефония предоставляется со звуком высокой чёткости по технологии HD Voice.

### Сотовая связь ДОМ.РУ и МегаФон
С 2016 по июнь 2020 года АО «ЭР-Телеком Холдинг» («ДОМ.РУ») и ПАО «МегаФон» вели совместный проект — абоненты, пользующиеся услугами обеих компаний, могли получать скидку на услуги связи.

### ДОМ.РУ Бизнес
С 2013 года «ДОМ.РУ» предоставляет телекоммуникационные услуги B2B (Широкополосный доступ в Интернет, WI-FI, IP-телефония, Видеонаблюдение, Цифровое кабельное телевидение) для юридических лиц и корпоративных клиентов.

### Строительство федеральной сети IoT
В 2017 году «ЭР-Телеком» и французская компания «Actility» объявили о стратегическом сотрудничестве по развертыванию беспроводных сетей LPWAN для предоставления услуг Интернета вещей (IoT) на территории России. «ЭР-Телеком» принял решение развивать услуги Интернета вещей, как одного из ключевых направлений стратегии роста, в частности, для предоставления IoT-решений крупным компаниям и государственным органам с применением технологии LPWAN. Федеральная сеть IoT будет запущена в 2018—2019 годах в 60 городах с населением более 300 тысяч человек.

## Центр мониторинга
Компания «ЭР-Телеком» осуществляет в Перми полный круглосуточный автоматизированный контроль качества в центре мониторинга сети за всеми телекоммуникационными услугами во всех городах присутствия.

## Награды
2006
- «Серебряные нити» — первый межрегиональный конкурс корпоративных информационных ресурсов в России[36].

2007
- 100 лучших клиентоориентированных компаний[36].
- «Лидер российской экономики». Лауреат в номинации «Лидер в области связи и телекоммуникаций»[36].
- CSTB Awards’ 2007 Лауреат в номинациях «За лучшее комплексное решение» и «За освоение новых технологий». Конкурс в рамках выставки CSTB’2007[36].

2009
- Лауреат национальной премии «Компания года»[36].

2010
- «ЭР-Телеком» — лидер рейтинга «200 самых быстрорастущих компаний» журнала «Секрет фирмы» в категории «Телеком»[36].
- «Рейтинг работодателей России — 2010». По итогам года компания занимает 12-е место в «Рейтинге работодателей России»[37].

2011
- Бренд «ДОМ.РУ» — лауреат конкурса «Бренд года/EFFIE»[36].
- «500 самых быстрорастущих компаний сектора высоких технологий в регионах Европы, Ближнего Востока и Африки-2011»[36].
- «Рейтинг работодателей России — 2011». В десятке лидеров[36].
- «CNews Analytics» «Крупнейшие телекоммуникационные компании России»[36].
- Лауреат премии «Права потребителей и качество обслуживания» в номинации «Городская связь»[36].

2012
- Лидер рейтинга лучших инновационных компаний России «ТехУспех»[36].
- Лауреат международного конкурса «Хрустальная гарнитура»[36].

2013
- Лауреат профессиональной премии «ComNews Awards» в номинации «Лидер в развитии цифрового кабельного телевидения»[38].

2014
- Лауреат премии «Премия Рунета 2014» в номинации «За развитие региональных интернет-проектов» («За вклад в развитие телекоммуникационной инфраструктуры городов России»)[39].
- Лауреат профессиональной премии «ComNews Awards» в номинации «Крупнейший оператор фиксированной связи по приросту за год подключенных номеров»[40].

2015
- «ДОМ.РУ» становится единственным представителем телекоммуникационной отрасли в рейтинге журнала «РБК» «ТОП-30 самых быстрорастущих компаний России»[41].

2016
- Лауреат премии «Большая цифра» в области многоканального цифрового телевидения[42].
- «ЭР-Телеком Холдинг» занял первое место в национальном рейтинге российских быстрорастущих технологических компаний «ТехУспех», организованном «РВК» при партнёрстве с «PwC»[43].

2017
- Оператор входит в ТОП-10 крупнейших телеком-компаний России («CNews Analytics»)[44].
- Программа лояльности «Дом.ru Клуб» признана лучшей среди телекоммуникационных компаний по итогам ежегодной национальной премии «Loyalty Awards Russia»[45].

2018
- «ДОМ.Ру» признан самым быстрым провайдером России 2017 года по версии «Speedtest Awards 2017»[46].

###### 2024
- Лауреат премии «Провайдер года 2024» в номинациях «Выбор клиентов» и «Самое быстрое подключение»[47]